# Gandhak Ki Baoli

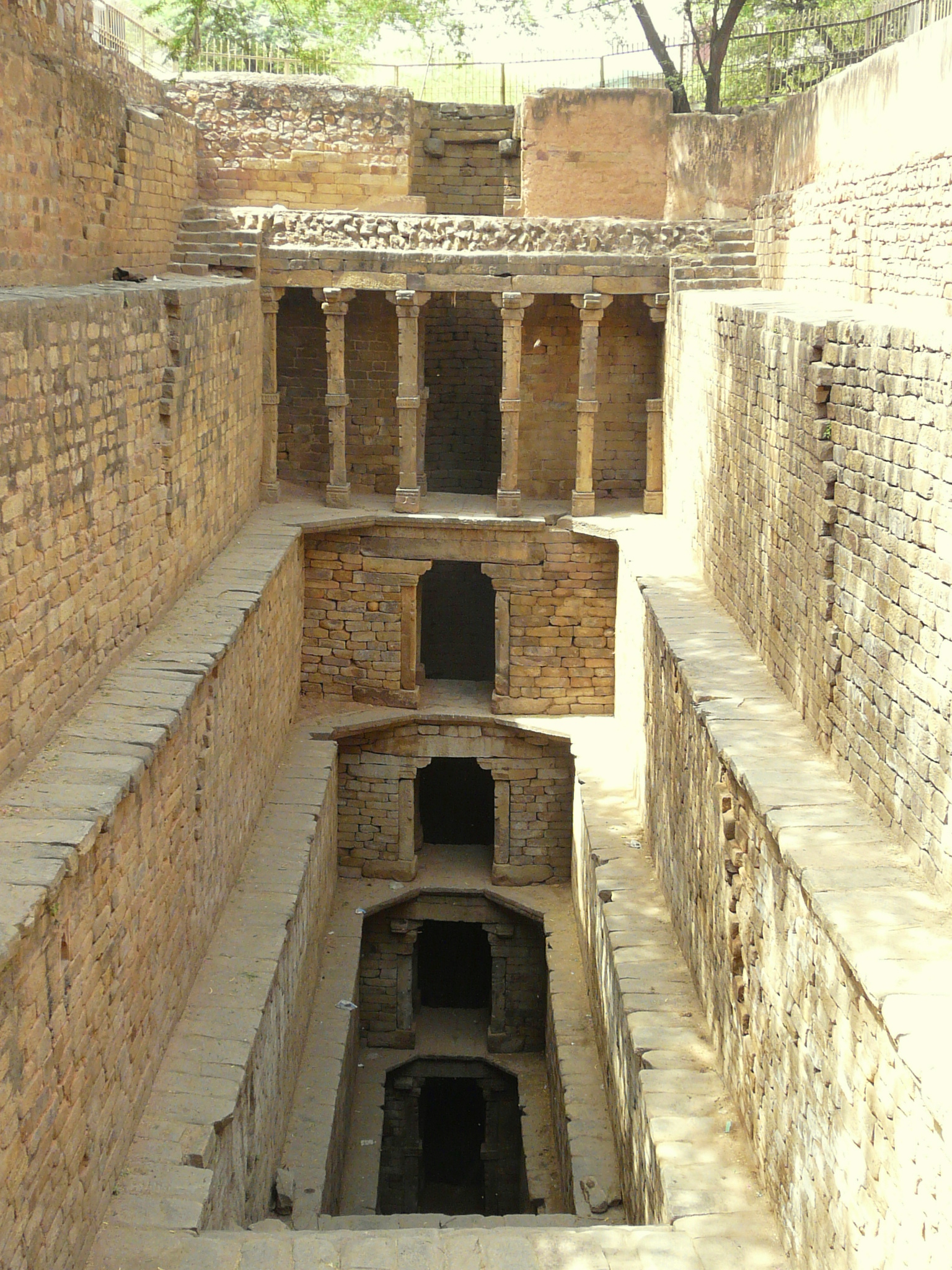
Gandhak Ki Baoli

Der Stufenbrunnen Gandhak Ki Baoli im Delhi-Stadtteil Mehrauli entstand unter dem Delhi-Sultan Iltutmish (reg. 1211–1236) in Erinnerung an den verstorbenen Sufi-Heiligen Qutbuddin Bakhtiar Kaki (1173–1235), dessen Grabmal nur etwa 350 m entfernt liegt. 

## Lage

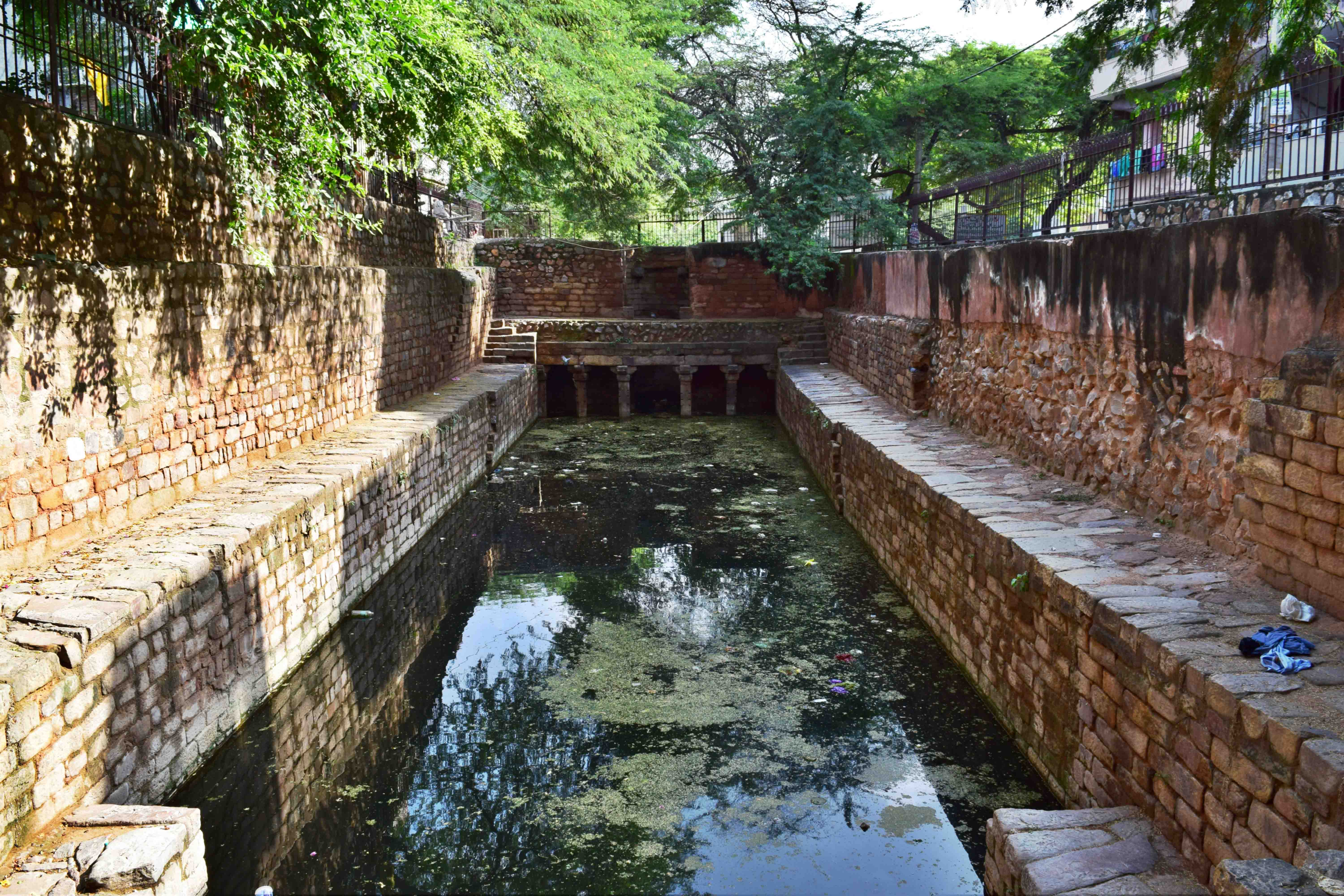
Brunnen während der Monsunzeit

Der Gandhak Ki Baoli befindet sich im mit vielen Sehenswürdigkeiten versehenen Mehrauli Archaeological Park etwa 200 m südlich des Adham-Khan-Mausoleums und nur etwa 150 m westlich eines weiteren Stufenbrunnens, des Rajon Ki Baoli.

## Architektur
Der Stufenbrunnen gehört zu den ältesten mit gerader langer Treppe (ca. 40 m), wie sie in muslimischer Zeit im Norden Indiens üblich waren; das im Erdreich versenkte Bauwerk ist maximal ca. 12 m breit und ca. 20 m tief. Es verjüngt sich mit seinen fünf Geschossebenen auf eine Breite von nur ca. 2,50 m auf der untersten Ebene. Der ganze Bau ist nicht verputzt oder mit Platten verkleidet und insgesamt äußerst schmucklos gehalten (vgl. dagegen Rani Ki Vav in Patan, Gujarat); er wurde – wie die Architrave, Säulen und Kapitellzonen der Stirnseite zeigen – höchstwahrscheinlich von Hindu-Handwerkern gefertigt.

## Wasserstand
Der Stufenbrunnen ist nur während der Monsunzeit (Mitte Juni bis Anfang Oktober) mit Wasser gefüllt. Im Frühjahr fällt er meist trocken, da in den letzten Jahrzehnten des 20. Jahrhunderts der Grundwasserspiegel in Delhi, aber auch in anderen Regionen Nordindiens, deutlich abgesunken ist.
Da die Wasserversorgung Delhis seit Jahrzehnten weitestgehend mit Rohrleitungen erfolgt, dient der Stufenbrunnen den Jungen der Umgebung als „Schwimmbad“.